# Aeroportul Internațional Rhodes
Aeroportul Internațional Rhodes (în greacă Κρατικός Αερολιμένας Ρόδου «Διαγόρας») (IATA: RHO, ICAO: LGRP) este un aeroport din Rodos Municipality⁠(d), Rhodes Regional Unit⁠(d), Egeea de Sud, Administrația descentralizată a Mării Egee⁠⁠(d), Grecia ce deservește zona Rodos. Aeroportul a fost tranzitat în 2022 de 5.853.917 pasageri. A fost deschis în 28 iunie 1977 și numit după Diagoras of Rhodes⁠(d).
Situat la o altitudine de 6 m, aeroportul dispune de 1 pistă. Este operat de Hellenic Civil Aviation Authority⁠(d).

## Infrastructură

### Piste
Aeroportul dispune de o singură pistă. Pista are orientarea 7/25.